# لوتا فاوست
لوتا فاوست (بالإنجليزية: Lotta Faust)‏ هي راقصة ومغنية وممثلة أمريكية، ولدت في 8 فبراير 1880 في بروكلين في الولايات المتحدة، وتوفيت في 26 يناير 1910 في نيويورك في الولايات المتحدة بسبب ذات الرئة.

## وصلات خارجية
- لوتا فاوست على موقع قاعدة بيانات برودواي على الإنترنت (الإنجليزية)